# 1590 en arts plastiques
| Années des arts plastiques : 1587 - 1588 - 1589 - 1590 - 1591 - 1592 - 1593    |
| Décennies des arts plastiques : 1560 - 1570 - 1580 - 1590 - 1600 - 1610 - 1620 |

Cyprès, encre sur papier attribué à Kanô Eitoku.

Cette page concerne l'année 1590 en arts plastiques.

## Œuvres
- Vertumne par Arcimboldo.

## Naissances
- 9 janvier : Simon Vouet, peintre français († 30 juin 1649),
- 4 novembre : Gerrit van Honthorst, peintre flamand († 27 avril 1656),
- ? :
  - Jacopo Barbello, peintre baroque italien († 1656),
  - Pietro Baschenis, peintre maniériste italien († 1630),
  - Christoffel van den Berghe, peintre hollandais d'origine flamande († 1645),
  - Luciano Borzone, peintre baroque italien de l'école génoise († 12 juillet 1645),
- Vers 1590 :
- Bartholomeus van Bassen, peintre, illustrateur et architecte néerlandais († 28 novembre 1652).

## Décès
- 3 février : Germain Pilon, sculpteur français (° vers 1528),
- 29 septembre : Miguel Barroso, peintre espagnol (° 1538),
- 12 octobre :  Kanō Eitoku, peintre japonais de l'école Kanō (° 26 février 1543),
- 29 octobre : Dirck Volkertszoon Coornhert, graveur, poète, philosophe et théologien humaniste, érudit, juriste et homme politique néerlandais (° 1522),

- ? :
  - Frans Hogenberg, graveur sur cuivre, aquafortiste et cartographe flamand (° 1535),
  - Bernardino India, peintre maniériste italien (° 1528),
  - Pompeo Landulfo, peintre italien de l'école napolitaine (° vers 1515),
  - Bernard Palissy, céramiste français (° vers 1510),
  - Marietta Robusti, peintre vénitienne (° 1554),

Vers 1590 :
- - Marcus Gheeraerts l'Ancien, peintre flamand (° vers 1520),
  - Jacopo Zucchi, peintre maniériste italien (° 1540).